# Clarisse cappuccine
Le clarisse cappuccine sono un istituto religioso femminile di diritto pontificio con case autonome. Appartengono a una riforma del Secondo ordine di San Francesco scaturita, come quella dei frati minori cappuccini, dal moto di rinnovamento spirituale che ebbe il suo vertice nel Concilio di Trento. Il loro primo monastero, detto di Santa Maria in Gerusalemme o delle Trentatré, fu fondato a Napoli nel 1535 dalla beata Maria Lorenza Longo.

## Storia

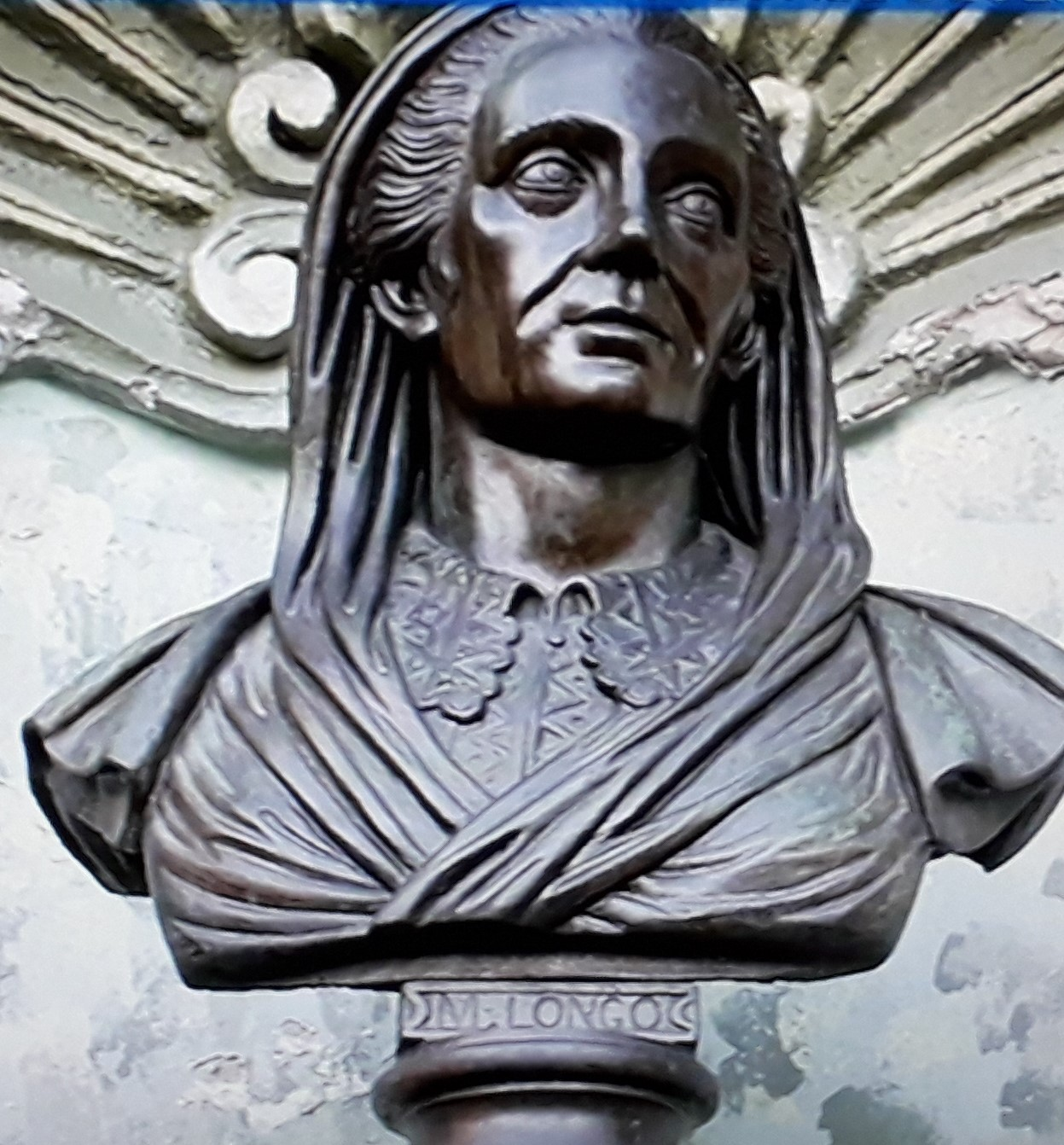
Maria Lorenza Longo

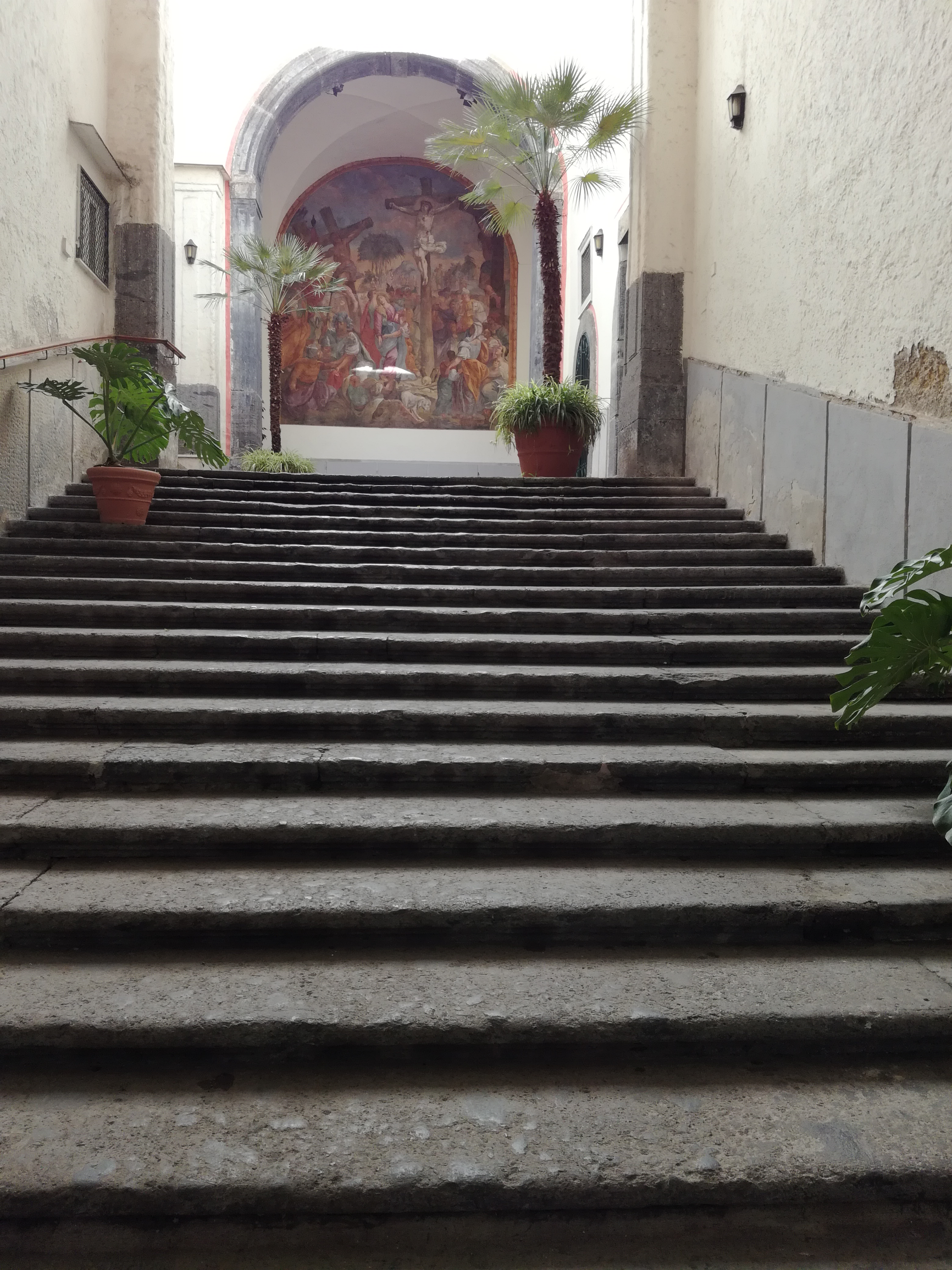
La scalinata d'ingresso del proto-monastero di Santa Maria di Gerusalemme

Il loro primo monastero fu fondato da Maria Lorenza Longo: di nobile famiglia catalana, nel 1506 si trasferì a Napoli seguendo suo marito, magistrato e consigliere regio; rimasta vedova nel 1508, dopo un pellegrinaggio a Loreto, nel 1510 divenne terziaria francescana e iniziò dedicarsi a opere di carità.
Incoraggiata da Ettore Vernazza, fondò un ospedale degli incurabili presso la chiesa napoletana di San Nicola al Molo, poi trasferito in una nuova sede fatta edificare a sue spese insieme con la chiesa di Santa Maria del Popolo. Fu a lungo governatrice dell'ospedale, per il quale ottenne gli stessi privilegi dell'arcispedale di San Giacomo a Roma.
Nel 1530 giunsero a Napoli i primi frati cappuccini e Maria Lorenza Longo li ammise a prestare servizio agli infermi nel suo ospedale. Conquistata dal loro ideale di riforma, ottenne per i frati una dimora presso la chiesa di Sant'Eframo Vecchio e li protesse presso Carlo V e papa Paolo III. Nel 1533 accolse a Napoli anche i teatini e si pose sotto la direzione spirituale di Gaetano Thiene.

### Fondazione
Tra le degenti dell'ospedale si trovavano numerose donne traviate desiderose di cambiare genere di vita e, su consiglio di Gaetano Thiene e con l'appoggio del cardinale Andrea Matteo Palmieri, Maria Lorenza Longo decise di istituire per loro un monastero di "convertite" con la regola del Terz'ordine di San Francesco. Il monastero, detto di Santa Maria in Gerusalemme, fu fondato con la bolla Debitum pastoralis officii di papa Paolo III del 19 febbraio 1535 e nel novembre successivo Maria Lorenza Longo, nominata dal pontefice badessa a vita, vi si chiuse insieme con dodici compagne.
La direzione dell'ospedale passò a Maria d'Ayerbo d'Aragona, duchessa vedova di Termoli, che nel 1543 fu seppellita accanto alla fondatrice.
Quando, nel 1538, i teatini di Napoli trovarono una sede definitiva presso la chiesa di San Paolo Maggiore, Gaetano Thiene dovette rinunciare alla direzione spirituale del monastero. Grazie alla mediazione del cardinale Gian Pietro Carafa, Maria Lorenza Longo ottenne da papa Paolo III il motu proprio Cum monasterium del 10 dicembre 1538 che riconosceve il monastero come parte del Second'ordine di San Francesco e lo poneva in perpetuo sotto la giurisdizione e direzione spirituale dei frati minori cappuccini. I cappuccini impressero al monastero la loro fisionomia spirituale e ispirarono alla fondatrice la riforma "cappuccina" delle clarisse.

### Espansione
La fama si santità delle monache cappuccine si diffuse rapidamente e presto sorsero loro monasteri a Perugia (1553) e a Gubbio (1561).
Il primo monastero di cappuccine sorto a Roma fu quello del Corpo di Cristo in Monte Cavallo (trasferito nel 1950 alla Garbatella), voluto dalla confraternita del Santissimo Crocifisso in San Marcello, da Giovanna d'Aragona, duchessa vedova di Tagliacozzo, e dal cardinale Alessandro Farnese; un secondo monastero romano, quello di Sant'Urbano in Campo Carleo, fu fondato nel 1602 e nel 1921 fu trasferito in via Aurelia Antica.
A Milano sotto l'arcivescovo Carlo Borromeo furono fondati tre monasteri di cappuccine: quello di Santa Prassede, quello di Santa Maria degli Angeli (entrambi inaugurati nel 1576) e quello di Santa Barbara (1584); un quarto monastero, quello di Santa Maria di Loreto, fu fondato nel 1626 dall'arcivescovo Federico Borromeo.
Altri monasteri furono aperti a Lodi (1584), Bergamo (1585), Brescia (1586) e Recanati (1587).
Il primo monastero sorto fuori dal territorio italiano fu quello fondato nel 1599 a Barcellona da Angela Margherita Serafina Prat.
Nel 1602 fu fondato il primo monastero di cappuccine a Parigi, voluto da Angelo di Joyeuse e finanziato dalla regina Luisa di Lorena, da Maria di Lussemburgo, duchessa di Mercœur, e dalla duchessa di Vendôme. Altri monasteri sorsero ad Amiens nel 1615 e a Tours nel 1620. Uno dei principali fu quello fondato nel 1626 a Marsiglia, finanziato da Marta d'Oraison, baronessa vedova di Castellane-Allemagne.
Attorno alla metà del Seicento le cappuccine di Toledo fondarono i primi monasteri in Messico.

### Rinascita
Tra la fine del Settecento e i primi decenni del Novecento in numerose regioni (Francia, Italia, Spagna, America centrale, Messico) i monasteri furono profanati e soppressi e le cappuccine espulse e disperse, costrette a vivere in clandestinità presso famiglie di benefattori o a rifugiarsi in monasteri stranieri. Quando le circostanze politiche lo consentirono, le cappuccine si ristabilirono in molti monasteri.
Dopo la promulgazione della costituzione Sponsa Christi del 21 novembre 1950, i monasteri di cappuccine si raggrupparono in federazioni: quella della Sacra Famiglia in Italia; quella di Santa Chiara in Francia; quelle della Santissima Trinità e della Madre di Dio, entrambe in Spagna; quella della Regina Ordinis Minorum in Germania; quella di Santa Veronica Giuliani nei Paesi Bassi; quella di Nostra Signora di Guadalupe in Messico.
Gli statuti di queste federazioni, tutti identici nella sostanza, furono approvati dalla Santa Sede il 26 marzo 1954 e il 21 gennaio 1955.

## Legislazione
Il protomonastero di Napoli adottò la "prima regola" di santa Chiara, quella approvata da papa Innocenzo IV il 9 agosto 1253, e le costituzioni di santa Coletta, approvate e promulgate a Ginevra il 28 settembre 1434 da Guglielmo da Casale, ministro generale dei frati minori; la loro legislazione fu integrata da un complesso di norme derivate dai cappuccini.
Dopo il Concilio di Trento, nel 1610 il procuratore e commissario generale dei cappuccini, Girolamo da Castelferretti, rivide e aggiornò le costituzioni del monastero romano del Santissimo Crocifisso e tali costituzioni furono adottate da numerosi altri monasteri di cappuccine.

## Spiritualità

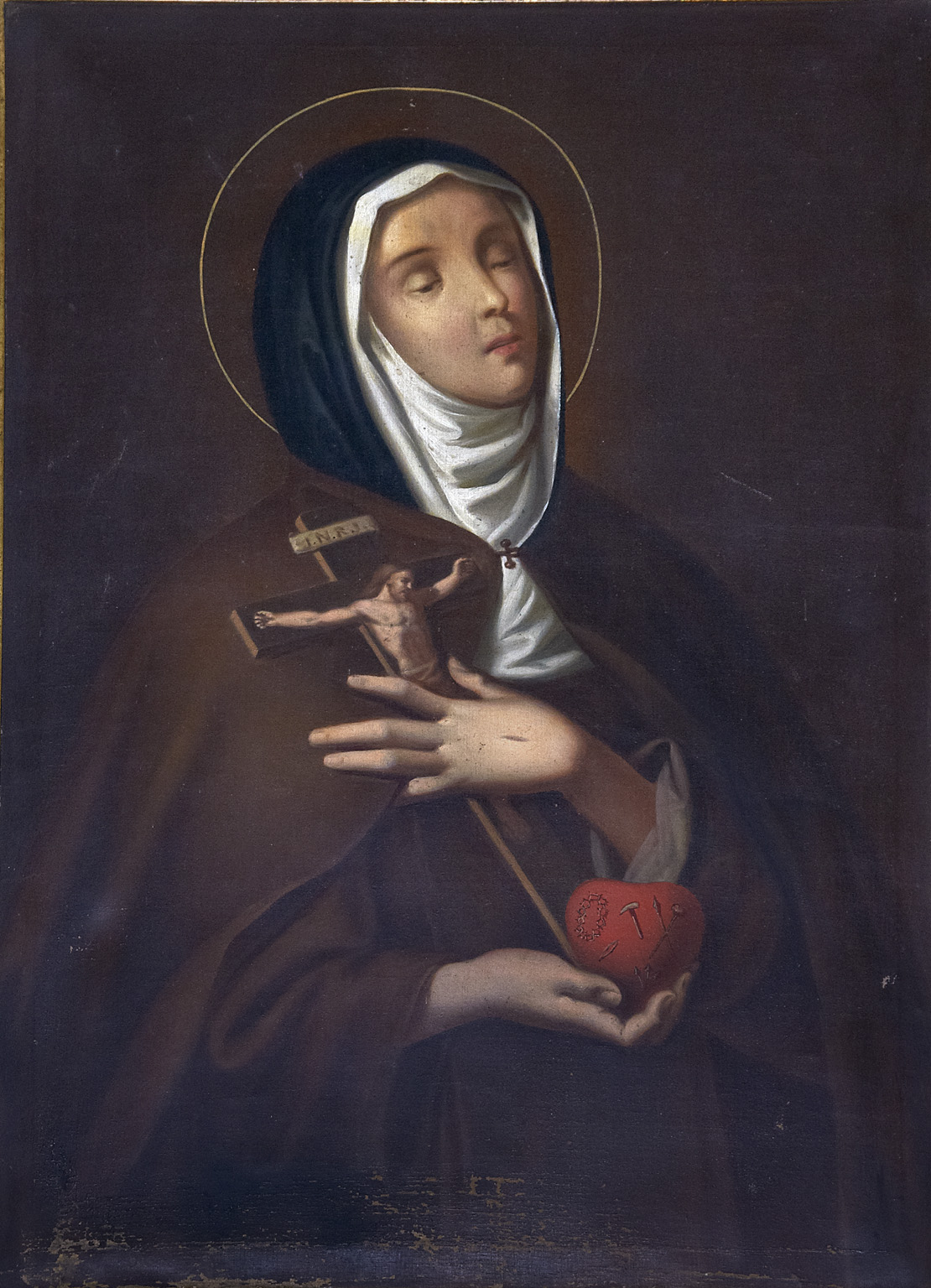
Veronica Giuliani

La vita delle monache cappuccine si basa sulla preghiera e la penitenza, sull'ideale francescano della povertà, sull'osservanza del Vangelo con la meditazione del mistero della Passione di Cristo.
In molti monasteri sono vivi la devozione al Bambino Gesù, ravvivata da Veronica Giuliani, il culto eucaristico, derivato da san Francesco, la devozione a Maria e a san Giuseppe, a cui sono intitolati numerosi monasteri.
A molte cappuccine (Passitea Crogi, Maria Domitilla Galuzzi, Veronica Giuliani, Maria Maddalena Martinengo, Florida Cevoli, Rosa Serra) sono attribuite esperienze mistiche e stimmate.

## Abito
Le costituzioni del 1611, circa l'abito, riprendono letteralmente le prescrizioni di santa Coletta. Le cappuccine indossavano una tonaca di stamigna rozza di color grigio cenere, cinta in vita da una corda, e un mantello corto simile a quello dei frati cappuccini. L'abito era completato da un soggolo bianco e dal velo nero. Tra le cappuccine italiane si diffuse l'uso dello scapolare, non menzionato nella prima regola di santa Chiara né dalle costituzioni di Coletta, ma comune tra le clarisse urbaniste.
Le costituzioni delle clarisse cappuccine approvate dalla Santa Sede nel 1986 lasciano ai capitoli dei singoli monasteri la facoltà di disciplinare l'eventuale uso di mantello e scapolare.

## Statistiche
Le cappuccine contano monasteri in Argentina, Francia, Germania, Indonesia, Italia, Messico, Paesi Bassi, Perù, Spagna, Uruguay, Vietnam.
Alla fine del 2015 l'istituto contava 144 case e 1 793 religiose.